# هال رابسون-کانو
هال رابسون-کانو (انگلیسی: Hal Robson-Kanu؛ زادهٔ ۲۱ مهٔ ۱۹۸۹) یک بازیکن فوتبال اهل بریتانیا است.
از باشگاه‌هایی که در آن بازی کرده‌است می‌توان به ریدینگ، سوئیندون تاون، ساوتند یونایتد و آرسنال اشاره کرد.
او از بازیکنان اصلی تیم ملی فوتبال ولز است.